# William Cornysh
William Cornysh (Cornish) (* um 1468 in East Greenwich; † Oktober 1523 in Gut Hylden, Kent) war ein englischer Komponist.
Unter Heinrich VII. und besonders unter seinem Nachfolger Heinrich VIII. erlebte das musikalische Leben am englischen Hof eine beachtliche Entwicklung. Die Musik eroberte neben ihrer sakralen auch eine profane Bedeutung, Musik wurde zu einer der Vergnügungen der höfischen Gesellschaft. Cornysh stand besonders bei Heinrich VIII. in hohem Ansehen. 1509 wurde er zum Master of the Children of the Chapel bestellt und erhielt nach seiner Demission das Gut Hylden als Alterssitz.
Neben sakralen Werken schuf er auch etliche weltliche Instrumental- und Vokalwerke, deren Texte zum Teil von ihm selbst stammten. Stilistisch steht er der franko-flämischen Schule nahe.